# 甘露 (东丹)
甘露（926年二月—952年十二月）是东丹国人皇王耶律倍及明王耶律安端的年号，共计27年。

## 改元
- 契丹天顯元年（926年）——二月十九日，冊立耶律倍為東丹人皇王，建元甘露。[4][5]
- 東丹甘露五年（930年）——十一月，耶律倍渡海逃往中原，東丹國由耶律倍之妻蕭氏攝政。[6][7]
- 東丹甘露十一年（936年）——閏十一月二十二日，唐末帝李從珂命人殺死耶律倍。[8][9]
- 東丹甘露十五年（940年）——七月二十七日，東丹人皇王妃蕭氏去世。[10]
- 東丹甘露二十二年（947年）——九月十六日，封耶律安端為東丹明王。[11]
- 東丹甘露二十七年（952年）——十二月二十九日，耶律安端去世。[12]

## 纪年對照表
| 甘露 | 元年  | 2年   | 3年   | 4年   | 5年   | 6年   | 7年   | 8年   | 9年   | 10年  |
| ---- | ----- | ----- | ----- | ----- | ----- | ----- | ----- | ----- | ----- | ----- |
| 公元 | 926年 | 927年 | 928年 | 929年 | 930年 | 931年 | 932年 | 933年 | 934年 | 935年 |
| 干支 | 丙戌  | 丁亥  | 戊子  | 己丑  | 庚寅  | 辛卯  | 壬辰  | 癸巳  | 甲午  | 乙未  |
| 甘露 | 11年  | 12年  | 13年  | 14年  | 15年  | 16年  | 17年  | 18年  | 19年  | 20年  |
| 公元 | 936年 | 937年 | 938年 | 939年 | 940年 | 941年 | 942年 | 943年 | 944年 | 945年 |
| 干支 | 丙申  | 丁酉  | 戊戌  | 己亥  | 庚子  | 辛丑  | 壬寅  | 癸卯  | 甲辰  | 乙巳  |
| 甘露 | 21年  | 22年  | 23年  | 24年  | 25年  | 26年  | 27年  |       |       |       |
| 公元 | 946年 | 947年 | 948年 | 949年 | 950年 | 951年 | 952年 |       |       |       |
| 干支 | 丙午  | 丁未  | 戊申  | 己酉  | 庚戌  | 辛亥  | 壬子  |       |       |       |

## 同期存在的其他政权年号
- 中國
  - 后唐
    - 同光（923年－926年）：李存勗之年號
    - 天成（926年－930年）：李嗣源之年號
    - 長興（930年－933年）：李嗣源之年號
    - 应顺（934年）：李從厚之年號
    - 清泰（934年－936）：李從珂之年號

  - 后晋
    - 天福（936年－944年）：石敬瑭之年號
    - 開運（944年－946年）：石重貴之年號

  - 後漢、北汉
    - 天福（947年）：劉知遠之年號
    - 乾祐（948年－956年）：劉知遠、劉承祐，劉旻、劉鈞之年號

  - 吳
    - 順義（921年－927年）：楊溥之年號
    - 乾貞（927年－929年）：楊溥之年號
    - 大和（929年－935年）：楊溥之年號
    - 天祚（935年－937年）：楊溥之年號

  - 南唐
    - 昇元（937年－943年）：李昪之年號
    - 保大（943年－957年）：李璟之年號

  - 吳越
    - 宝正（926年－931年）：錢鏐之年號

  - 後蜀
    - 明德（934年－937年）：孟知祥之年號
    - 广政（938年－965年）：孟昶之年號

  - 閩
    - 龙启（933年至934年）：王延鈞之年號
    - 永和（935年－936年）：王延鈞之年號
    - 通文（936年－939年）：王繼鵬之年號
    - 永隆（939年－943年）：王延羲之年號

  - 殷
    - 天德（943年－945年）：王延政之年號

  - 南漢
    - 白龍（925年－928年）：劉龑之年號
    - 大有（928年－942年）：劉龑之年號
    - 光天（942年－943年）：劉玢之年號
    - 应乾（943年）：劉晟之年號
    - 乾和（943年－958年）：劉晟之年號

  - 南漢時期
    - 永樂（942年－943年）：張遇賢之年號

  - 契丹、遼
    - 天赞（922年－926年）：耶律阿保机之年號
    - 天显（926年－938年）：耶律阿保機、耶律德光之年號
    - 会同（938年－947年）：耶律德光之年號
    - 大同（947年）：耶律德光之年號
    - 天祿（947年－951年）：耶律阮之年號
    - 應曆（951年－969年）：耶律璟之年號

  - 大長和
    - 初历（925年－926年）：鄭仁旻之年號
    - 天應（927年）：鄭隆亶之年號

  - 大天興
    - 尊圣（928年－929年）：趙善政之年號

  - 大義寧
    - 興聖（929年－930年）：楊干貞之年號
    - 大明（931年－937年）：楊干貞之年號

  - 大理
    - 文德（938年－944年）：段思平之年號
    - 文经（945年）：段思英之年號
    - 至治（946年－951年）：段思良之年號
    - 明德（952年）：段思聰之年號

  - 于闐
    - 同慶（912年－966年）：尉遲烏僧波之年號
- 朝鮮半島
  - 高麗
    - 天授（918年—933年）：高麗太祖王建之年號
- 日本
  - 平安時代
    - 延長（923年－931年）：醍醐天皇之年号
    - 承平（931年－938年）：朱雀天皇之年号
    - 天慶（938年－947年）：朱雀天皇之年号
    - 天曆（947年－957年）：村上天皇之年号

## 深入閱讀
- 李崇智. . 北京: 中華書局. 2004年12月. ISBN 7101025129.
- 鄧洪波. . 臺北: 國立臺灣大學東亞經典與文化研究計劃. 2005年3月  [2021-11-27]. ISBN 9789860005189. （原始内容 (pdf)存档于2007-08-25）.
- 金毓黻. . 遼陽: 遼陽金氏千華山館. 1934年1月.